# Kowang
Kowang is een bestuurslaag in het regentschap Tuban van de provincie Oost-Java, Indonesië. Kowang telt 4880 inwoners (volkstelling 2010).